# گلابی برگ‌بیدی
گلابی برگ‌بیدی (نام علمی: Pyrus salicifolia) نام یک گونه از سرده گلابی است.